# Holoneurus aliculatus
Holoneurus aliculatus är en tvåvingeart som beskrevs av Junichi Yukawa 1964. Holoneurus aliculatus ingår i släktet Holoneurus och familjen gallmyggor. Inga underarter finns listade i Catalogue of Life.